# Bharatpur (distrikt)
Bharatpur er et distrikt i staten Rajasthan i det nordlige Indien. Byen Bharatpur er distriktets hovedby.
Bharatpur-distriktet har et areal på 5.066 km² og en befolkning på 2.098.323. Distriktet ligger i det østlige Rajasthan og har grænser til Rewari- og Gurgaon-distrikterne mod nord, Mathura- og Agra-distrikterne i staten Uttar Pradesh mod øst, Dholpur-distriktet mod syd, Karauli mod sydvest, samt Dausa og Alwar mod vest.
27°13′N 77°30′Ø / 27.22°N 77.5°Ø